# Гіпатія
Гіпатія (Іпатія з Александрії, грец. Ὑπᾰτία ἡ Ἀλεξάνδρεῖα, близько 350—370 — 415) — грецька жінка, астрономка, філософиня, математикиня, що працювала в Александрії. Дочка математика Теона з Александрії, останнього управителя Александрійської бібліотеки. Послідовниця неоплатонівської школи Ямвліха. Займалася обчисленням астрономічних таблиць, написала коментарі до творів Аполлонія (щодо конічних перетинів) і Діофанта (з арифметики), які не збереглися.
Гіпатія брала участь у громадських справах міста і була дуже популярною.
Згідно зі свідченнями її сучасників, Гіпатія була вбита розлюченим натовпом християн або християнськими фанатиками парабаланами, відповідальність за що в багатьох джерелах покладається на патріарха Кирила Александрійського, одного з отців Церкви.
Вбивство Гіпатії часто вважається подією, що відзначає кінець класичної античності та остаточний занепад інтелектуального життя Александрії.
Гіпатія була прообразом Святої Катерини.

## Біографія

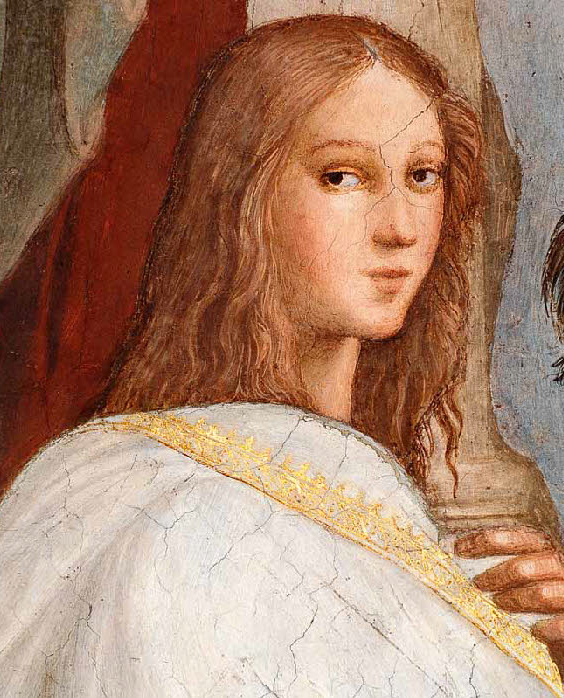
Картина Рафаеля

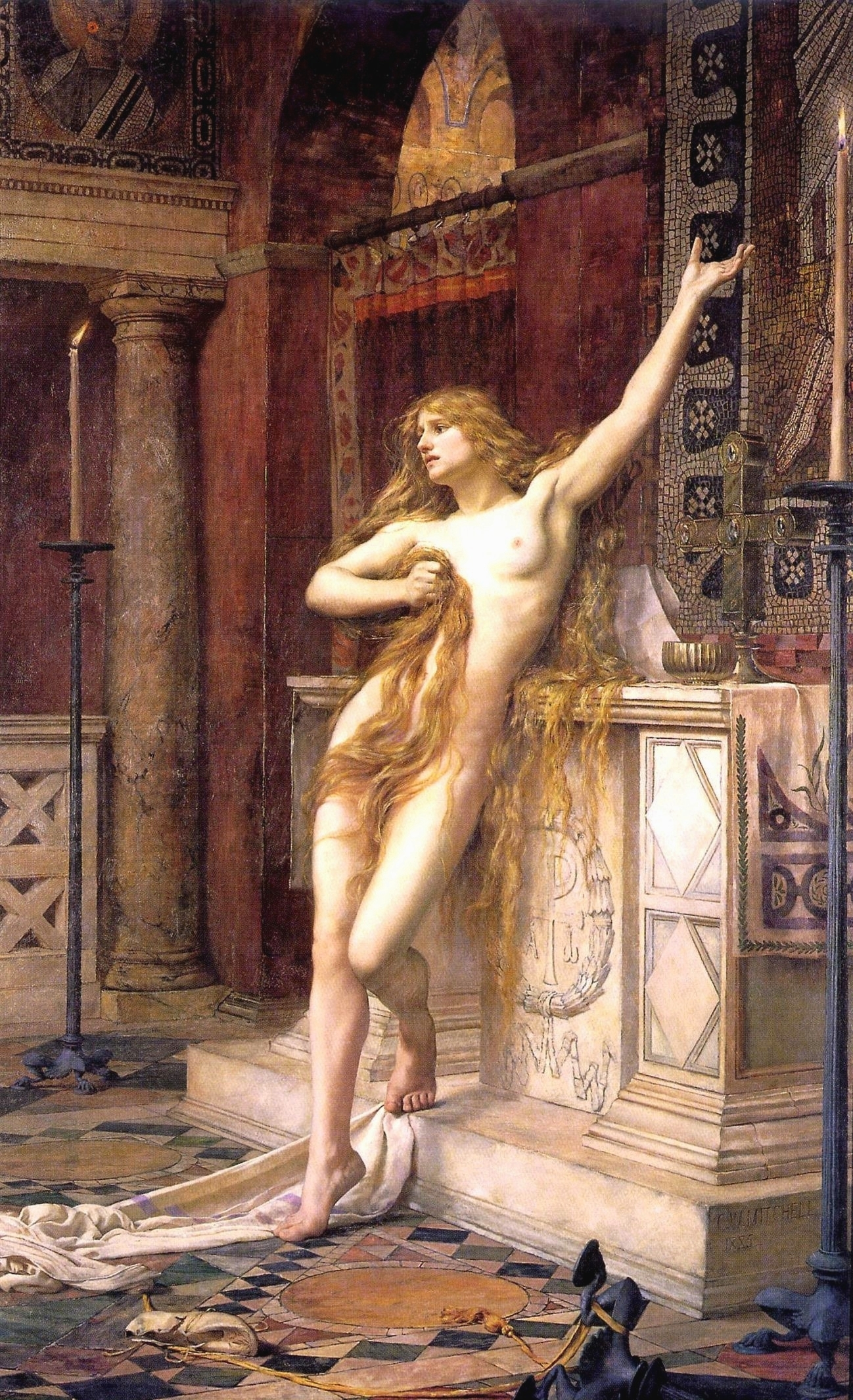
Картина Чарлза Мітчелла

Гіпатія була дочкою Теона Александрійського. Мати її померла при пологах, і дівчинка жила з батьком в Александрійському мусейоні. Батько навчив її ораторському мистецтву та вмінню переконувати людей. Він працював в Александрійському мусейоні. Александрійський мусейон являв собою великий науковий центр того часу. При ньому діяла Александрійська бібліотека. До складу мусейону також входили організації за сучасним уявленням порівняні з Академією наук та університетом. Саме там Іпатія отримала свою першу освіту. Далі вона навчалася у Афінах.
В Афінах Гіпатія вивчала праці Платона та Арістотеля. А потім, повернувшись до Александрії, починає викладати в Мусейоні математику, механіку, астрономію та філософію.
Гіпатія опинилася у центрі релігіного конфлікту. Час її життя припадав на самий кінець античного світу. За Костянтина християнство отримало значну підтримку. У 313 році був виданий Міланський едикт, який узаконив християнство та гарантував релігійну терпимість. Не дивлячись на те що традиційні культи та обряди залишалися легальними, деякі язичницькі храми були закриті або перетворені на християнські церкви, і в певних випадках відбувалося знищення язичницьких артефактів. Так 391 року за наказом єпископа Феофіла було знищено александрійський храм Серапеум з усім книжковим скарбом. 394 року імператор Феодосій, який отримав від християнської церкви прізвисько «Великий», скасував Олімпійські ігри, порушивши давню традицію греків. Багато античних храмів, пам'яток культури, було зруйновано.
На початку V сторіччя астрономія була частиною математики, а різниці між астрономом, який вивчає небесні явища, і астрологом, який передрікає долю за зірками, не робилося. Навіть в офіційних документах зоренауковців називали просто математиками.
409 року імператори Гонорій і Феодосій II видали спеціальний закон. Математикам ставилося в обов'язок з'явитися до єпископа, відректися від богопротивних поглядів, спалити список своїх помилок і присягнути дотримуватися християнської віри. Тих же, хто відмовлявся принести зречення, необхідно було вигнати з Риму та всіх інших міст. Математиків, які наважилися порушити цю постанову, самовільно залишилися в містах або під прикриттям неправдивої присяги продовжували потай займатися своєю професією, належало карати без усякого милосердя.
Впливовість Гіпатії не подобалася духовенству, оскільки вона викладала філософію язичників — вчення неоплатоніків. Александрійський патріарх (412–444) Кирило проводив жорстку політику утвердження християнства. Він був ворогом Гіпатії та поширював плітки про те, що Гіпатія чаклунка. Пізніше було знайдено привід для страти. Був вбитий якийсь монах, на ім'я Гієрака. Кирило звинуватив Гіпатію в причетності до вбивства. Це спричинило істерику серед християн.
У 415 році під час березневого посту натовп релігійних фанатиків під керівництвом Петра замордував її. Натовп витягнув Гіпатію з ношів, її побили та затягли до християнського храму. Тут з неї зірвали одяг та живцем зрізали тіло до самих кісток уламками від керамічного посуду. Гіпатія була розірвана на шматки, а рештки спалили у вогні.
За життя Гіпатії її сучасник та земляк, поет Феон Александрійський присвятив їй теплу епіграму:
«Коли ти переді мною, я чую твою мову,
Благий твій погляд та обитель зірок чистих
Я підношу, — так все в тобі, Іпатіє,
Небесне — і справи, і краса промов,

І чисте, як зірки, науки мудрої світло».
Гіпатія була останньою представницею давньогрецької математики. «Після цих останніх спалахів вогонь грецької математики загас, як загасла свічка», — писав Ван дер Варден у книзі «Пробудилася наука».

## Наукова діяльність
Гіпатія обчислювала астрономічні таблиці, написала коментарі до наукових творів Аполлонія та Діофанта.
Вона мала славу талановитої вченої та викладачки. До Гіпатії в Александрію приїжджали вчитися люди з різних країв світу. Одним з її учнів був Сінесій, єпископ Птолемаїди.

## Образ у світовій культурі
У ХІХ столітті були написані два романи про Гіпатію: берлінським романістом Фріцем Маутнер і англійським романістом Чарльзом Кінгслі.
У 1884 році на честь цієї дослідниці названо відкритий астероїд 238 Гіпатія.
1935 році ім'ям Гіпатії назвали один з кратерів Місяця. А згодом за кратером було названо прилеглу борозну.
У 1990 році український письменник Олесь Бердник описав життя Гіпатії у художній повісті «Лабіринт Мінотавра».
У 2009 році режисер Алехандро Аменабар зняв художній фільм «Агора» (виробництво: Іспанія, Мальта). Роль Гіпатії виконала акторка Рейчел Вайс.